# Ekspres śmierci
Ekspres śmierci (ang. Con Express) – amerykański film sensacyjny z 2002 roku w reżyserii Terry’ego Cunninghama.

## Fabuła
Rosyjscy zbiegowie, którym przewodzi generał Simeonov, chcą przemycić przez Alaskę groźny gaz paraliżujący. Na ich ślad wpada agent Alex Brooks, odpowiedzialny za bezpieczeństwo na granicy. W drogę wchodzi mu jednak pracująca dla Kremla piękna tajna agentka Natalya Batalova, która chce wyrównać swoje prywatne rachunki ze Simeonovem. Agenci łączą siły i ruszają w pościg za przestępcą.

## Obsada
- Sean Patrick Flanery jako Alex Brooks
- Arnold Vosloo jako Anton Simjonov
- Ursula Karven jako Natalya
- Eyal Podell jako Rudy
- David Lee jako Mironov (jako Dave Lea)
- Joel West jako Zednik
- Tim Thomerson jako Bill Barnes
- Ed Cameron jako Leon
- Michael Kagan jako Dunn
- J. Patrick McCormack jako agent Rowe (jako John Patrick McCormack)
- Rodney Eastman jako Ricky
- Chato jako Sanchez
- Loren Dennis jako żołnierz #16
- Michael Flynn jako Jeffreys
- Frank Gerrish jako Bruno